# 9-es busz (Zalaegerszeg)
A zalaegerszegi 9-es jelzésű autóbusz a Kovács Károly tértől indulva körjáratként közlekedik a Páterdomb érintésével. A vonalat a Volánbusz üzemelteti.

## Útvonala
| Kovács Károly tér → Páterdomb → Kovács Károly tér |
| --- |
| Kovács Károly tér vá. – Kazinczy tér – Balatoni út – Berzsenyi Dániel utca – Báthori István utca – Szegfű utca – Kinizsi Pál utca – Holub József utca – Baross Gábor utca – Baráth Ferenc utca – Báthori István utca – Berzsenyi Dániel utca – Balatoni út – Stadion utca – Berzsenyi Dániel utca – Kovács Károly tér vá. |

## Megállóhelyei
| 0  | Kovács Károly tér induló végállomás |                                                                                  |
| 4  | TESCO                               | 2, 2A, 2Y, 2R, 9E, 9U, C2                                                        |
| 6  | Báthory utca - Wlassics Gyula utca  | 9U                                                                               |
| 7  | Páterdomb, Szegfű utca              | 9U                                                                               |
| 8  | Páterdomb, Kinizsi utca 78.         | 9U                                                                               |
| 9  | Páterdomb, Baross Gábor utca 59.    | 9U                                                                               |
| 10 | Páterdomb, Baross Gábor utca 21.    | 9U                                                                               |
| 12 | Báthory utca - Wlassics Gyula utca  | 9U                                                                               |
| 14 | TESCO                               | 2, 2A, 2Y, 2R, 9E, 9U, C2                                                        |
| 21 | Kovács Károly tér érkező végállomás | 1, 1E, 1U, 1Y, 3, 3C, 3Y, 5, 5C, 5U, 5Y, 8, 9U, 10, 10C, 10Y, 26, 30, 41, C2, C5 |